# Chloormonoxide
Chloormonoxide is een anorganische verbinding, meer bepaald een radicaal, met als brutoformule ClO. Het speelt een belangrijke rol in de afbraak van ozon in de ozonlaag en daarmee in het ontstaan van het gat in de ozonlaag. In de stratosfeer reageren losse chloor-atomen met ozon, waarbij chloormonoxide en zuurstof gevormd worden.
{\displaystyle {\ce {Cl ^. + O3 -> ClO^. + O2}}}
De resulterende chloormonoxideradicalen reageren verder volgens:
{\displaystyle {\ce {ClO^. + O^. -> Cl^. + O2}}}
waarbij het chloorradicaal weer teruggevormd wordt. Op deze manier wordt de ontledingsreactie van ozon door chloorradicalen gekatalyseerd: aan het eind van de reactieserie is het chloorradicaal onveranderd. 
De totaalreactie wordt dan:
{\displaystyle {\ce {O^. + O3 -> 2 O2}}}
Deze reacties vormen de basis van de grote invloed die het gebruik van cfk's in de bovenste lagen van de stratosfeer hebben gehad. Het feit dat cfk's chemisch nauwelijks reageren stelt ze in staat tot de stratosfeer door te dringen. Daar ondergaan ze een fotodissociatie waarbij de chloor-radicalen gevormd worden. De reactie gaat door tot een chloor- en een chloormonoxide-radicaal elkaar tegenkomen en dichloormonoxide vormen waardoor de reactiecyclus afgebroken wordt. Ook kan de cyclus doorbroken worden door dimerisatie tot chloorperoxide:
{\displaystyle {\ce {2ClO^. -> Cl2O2}}}
Omdat de concentratie cfk's in de atmosfeer erg laag is, is de kans klein dat twee radicalen elkaar tegenkomen en reageren.
Hoewel veel landen de productie en het gebruik van cfk's verboden hebben, is het effect van de hoeveelheden die in het verleden in de atmosfeer terecht zijn gekomen nog lang niet uitgewerkt. Afhankelijk van het type is de verblijfsduur van cfk's tussen de 50 en 500 jaar.